# سكاتيك
سكاتيك أيه أس أيه، (سابقًا سكاتيك للطاقة الشمسية أيه أس أيه) هي شركة نرويجية متخصصة في أنظمة الطاقة المتجددة . تأسست الشركة على يد الدكتور ألف بيورسيث في عام 2007 م.  المساهمان الرئيسيان في الشركة هما سكاتيك للإبتكار أيه أس و أيكونور .  في نوفمبر 2020، غيرت الشركة اسمها إلى سكاتيك أيه أس أيه  لتعكس استراتيجيتها الموسعة للانتقال من شركة في مجال الطاقة الشمسية إلى شركة في مجال أشمل للطاقة المتجددة. 
يقع المقر الرئيسي لها في أوسلو بالنرويج، ولها مكاتب في ألمانيا وجمهورية التشيك وإيطاليا وفرنسا وهولندا والولايات المتحدة وجنوب أفريقيا والهند . كما استثمرت الشركة في مشاريع الطاقة الشمسية في أوكرانيا . 
من عام 2007 إلى عام 2020، تخصصت الشركة في تطوير وبناء وامتلاك وتشغيل الأنظمة الكهروضوئية واسعة النطاق في الأسواق الناشئة . دخلت الشركة في عدة مناسبات في شراكة مع الحكومة النرويجية لاستكمال المشاريع اللازمة.    في عام 2020، استحوذت شركة سكاتك للطاقة الشمسية على شركة أس أن باور من نورفوند ، مما يعكس استراتيجية الشركة الموسعة لتشمل الطاقة الكهرومائية وطاقة الرياح والطاقة الشمسية العائمة وأنظمة تخزين الطاقة في محفظتها. 

## روابط خارجية
1. ↑  Scatec Solar- about us. نسخة محفوظة 2022-07-11 على موقع واي باك مشين.
2. ↑  "The share". Scatec Solar (بالإنجليزية الأمريكية). Archived from the original on 2020-11-29. Retrieved 2020-12-15.
3. ↑  "NewsWeb". newsweb.oslobors.no. مؤرشف من الأصل في 2023-10-03. اطلع عليه بتاريخ 2020-12-15.
4. ↑  October 16; notice, 2020 Stock exchange (16 Oct 2020). "Scatec Solar acquires SN Power, building a global leader in renewable energy". Scatec Solar (بالإنجليزية الأمريكية). Archived from the original on 2023-04-05. Retrieved 2020-12-15.{{استشهاد ويب}}:  صيانة الاستشهاد: أسماء عددية: قائمة المؤلفين (link)
5. ↑  Norwegian companies to invest over US$700 mln in Ukraine's renewables, UNIAN (9 November 2018) نسخة محفوظة 2023-05-26 على موقع واي باك مشين.
6. ↑  July 3; releases, 2014 Press (3 Jul 2014). "Norwegian Prime Minister pre-inaugurates East Africa's first solar plant". Scatec Solar (بالإنجليزية الأمريكية). Archived from the original on 2020-09-26. Retrieved 2020-12-15.{{استشهاد ويب}}:  صيانة الاستشهاد: أسماء عددية: قائمة المؤلفين (link)
7. ↑  SolarBuzz.com – Rampura, India: Scatec Solar Brings Solar Energy to 32 Villages. February 5, 2010. نسخة محفوظة 2018-08-12 على موقع واي باك مشين.
8. ↑  October 31; notice, 2016 Stock exchange (31 Oct 2016). "Scatec Solar signs PPA for Mozambique's first large scale solar plant". Scatec Solar (بالإنجليزية الأمريكية). Archived from the original on 2023-10-03. Retrieved 2020-12-15.{{استشهاد ويب}}:  صيانة الاستشهاد: أسماء عددية: قائمة المؤلفين (link)
9. ↑  "SN POWER ACQUIRED BY SCATEC SOLAR". SNPower (بالإنجليزية). Archived from the original on 2022-11-12. Retrieved 2020-12-15.

- الموقع الرسمي
- http://www.pv-tech.org/news/scatec-solar-gains-foothold-in-brazil-with-pv-project-acquisitions
- عبيد دومينغيز
- http://syslagronn.no/2016/02/01/syslagronn/scatec-solar-kjoper-brasiliansk-solenergi_75504/
- http://www.rechargenews.com/solar/1422603/norways-scatec-solar-to-add-1gw-over-next-three-years
- http://renewables.seenews.com/news/scatec-solar-boosts-profits-in-q4-sets-up-to-1-6-gw-growth-target-511206